# Richard Rorty
Pour les articles homonymes, voir McKay et Rorty.
Richard McKay Rorty, né le 4 octobre 1931 à New York et mort le 8 juin 2007 à Palo Alto, est un philosophe américain qui est considéré comme l'un des représentants majeurs de la pensée pragmatique contemporaine.
Rorty a développé sa pensée aussi bien en philosophie politique qu'en épistémologie. Se réclamant tout aussi bien de l'héritage de William James, de John Dewey que de Friedrich Nietzsche, Martin Heidegger, Michel Foucault ou encore Williard Van Orman Quine et Donald Davidson, il prétendait dépasser le clivage classique entre philosophes analytiques et continentaux.
En politique, Rorty était « libéral » au sens américain du terme, c'est-à-dire engagé à gauche et défenseur de la démocratie, mais il refusait la justification, métaphysique, que les Lumières donnaient selon lui de ces principes.
Le New York Times voit en lui à sa mort en 2007 "l'un des penseurs contemporains les plus influents au monde."

## Épistémologie
Rorty a soutenu que la notion du « vrai » n'a pas de portée ontologique. Seules à pouvoir être déclarées « vraies » ou « fausses » sont les assertions (ou « propositions »), toujours formulées par des agents humains, qui seuls leur confèrent leurs valeurs de vérité. À ce titre, la vérité n'existe pas « dans le monde » mais est créée par les êtres humains qui énoncent des propositions.
Par exemple, l'expression « l'herbe verte » n'a aucune valeur de vérité, mais la proposition « l'herbe est verte » est susceptible d'être considérée comme étant soit vraie, soit fausse. Mais comment peut-on se prononcer en faveur de l'une ou de l'autre de ces deux valeurs ? Rorty soutient que la valeur de vérité d'une proposition est le résultat d'un accord entre les gens concernés par l'énoncé en question. La valeur de vérité n'existe pas dans le monde, mais son usage dans le vocabulaire des gens reflète une entité dont ils ont le contrôle.

## Œuvres principales

### Contingence, ironie et solidarité
Dans Contingence, ironie, et solidarité (1989), Rorty abandonne la tentative d'expliquer ses théories d'un point de vue analytique, et propose un schéma conceptuel qui puisse remplacer celui des « platoniciens », qu'il rejette. Ce schéma est fondé sur l'idée qu'il n'y a pas de formulation intelligible de la vérité objective, et qu'elle ne doit donc pas être une finalité en elle-même. Rorty soutient qu'en conséquence la philosophie, tout comme l'art et la science, peut et doit être utilisée afin de nous pourvoir de la capacité de nous créer ou recréer. Ce livre est l'occasion pour Rorty d'articuler pour la première fois un idéal politique en accord avec sa philosophie, celui d'une communauté diverse qui soit unie par son opposition à la cruauté, plutôt que par des idées abstraites comme la justice ou l'humanité commune.
Il introduit aussi le terme d'« ironisme », qu'il utilise pour décrire sa mentalité et sa philosophie.

## Ouvrages
- (en) Philosophy and the Mirror of Nature, Princeton, Princeton University Press, 1979.
  - La philosophie et le miroir de la nature  (trad. de l'anglais), Paris, Le Seuil, 2017, 438 p. (ISBN 978-2-02-131742-8)
- (en) Consequences of Pragmatism, Minneapolis, University of Minnesota Press, 1982.
  - Conséquences du pragmatisme, Seuil, 1999 (ISBN 978-2-02-012683-0)
- (en) Philosophy in History, Cambridge: Cambridge University Press, 1985.
- (en) Contingency, Irony, and Solidarity, Cambridge, Cambridge University Press, 1989.
  - Contingence, ironie et solidarité, Armand Colin, 1997, 276 p. (ISBN 978-2-200-21253-7)
- Philosophical Papers vol. I-IV: 
  - (en) Objectivity, Relativism and Truth: Philosophical Papers I, Cambridge, Cambridge University Press, 1991.
    - Objectivisme, relativisme et vérité, PUF, 1994 (ISBN 978-2-13-045965-1)

  - (en) Essays on Heidegger and Others: Philosophical Papers II, Cambridge, Cambridge University Press, 1991.
    - Essais sur Heidegger et autres écrits, PUF, 1995, 261 p. (ISBN 978-2-13-046771-7)

  - (en) Truth and Progress: Philosophical Papers III, Cambridge, Cambridge University Press, 1998.
  - (en) Philosophy as Cultural Politics: Philosophical Papers IV, Cambridge, Cambridge University Press, 2007.
- (en) Achieving Our Country: Leftist Thought in Twentieth Century America, Cambridge, MA, Harvard University Press, 1998.
- (en) Philosophy and Social Hope, New York, Penguin, 2000.
- (en) Against Bosses, Against Oligarchies: A Conversation with Richard Rorty, Chicago, Prickly Paradigm Press, 2002.
- (en) The Future of Religion, with Gianni Vattimo; edited by Santiago Zabala, Columbia, Columbia University Press, 2005.
- (en) An Ethics for Today: Finding Common Ground Between Philosophy and Religion; New York: Columbia University Press, 2005.

## Distinctions
En 1997, Richard Rorty reçoit le titre honorifique de docteur honoris causa de l'Université Paris-VIII-Vincennes-Saint-Denis.

## Ouvrages sur Rorty
- Cometti Jean-Pierre (dir.), Lire Rorty. Le pragmatisme et ses conséquences, Combas, L'Eclat, 1992
- Tinland Olivier, "La philosophie au miroir de Richard Rorty", avant-propos à La philosophie et le miroir de la nature, Paris, Le Seuil, 2017